# Сукневичи (Гродненская область)
Су́кневичи (бел. Су́кневічы, пол. Sukniewicze) — деревня в Сморгонском районе Гродненской области Белоруссии.
Входит в состав Залесского сельсовета.
Расположена на берегах реки Бяла. Расстояние до районного центра Сморгонь по автодороге — около 6,5 км, до центра сельсовета агрогородка Залесье по прямой — около 6 км. Ближайшие населённые пункты — Белая, Перебновичи, Шутовичи. Площадь занимаемой территории составляет 0,6441 км², протяжённость границ 11520 м.

## История
Деревня отмечена на карте 1850 года под названием Сукневиче в составе Сморгонской волости Ошмянского уезда Виленской губернии. В 1865 году Сукневичи насчитывали 43 дыма (двора) и 414 жителей, из них 246 православного и 168 католического вероисповедания (173 ревизских души). Входили в состав имения Сморгонь и являлись центром деревенского округа, в который входили также Белая, Перебновичи, Светоч и Шутовичи. Всего округ насчитывал 427 ревизских души имущих крестьян.
После Советско-польской войны, завершившейся Рижским договором, в 1921 году Западная Белоруссия отошла к Польской Республике и деревня была включена в состав новообразованной сельской гмины Сморгонь Ошмянского повета Виленского воеводства.
В 1931 году Сукневичи состояли из поселения при железной дороге (1 дым и 8 душ) и непосредственно деревни (100 дымов и 538 душ).
В 1939 году, согласно секретному протоколу, заключённому между СССР и Германией, Западная Белоруссия оказалась в сфере интересов советского государства и её территорию заняли войска Красной армии. Деревня вошла в состав новообразованного Сморгонского района Вилейской области БССР. После реорганизации административного-территориального деления БССР деревня была включена в состав новой Молодечненской области в 1944 году. В 1960 году, ввиду новой организации административно-территориального деления и упразднения Молодечненской области, Сукневичи вошли в состав Гродненской области.

## Население
| 1865 | 1938 | 1999 | 2009 |
| ---- | ---- | ---- | ---- |
| 414  | 546  | 189  | 120  |

## Транспорт
Автодорогой местного значения Н7919 протяжённостью 1700 метров Сукневичи связаны с автодорогой Шутовичи — Михневичи. Одним километром севернее деревни располагается железнодорожная платформа Белосельский на участке Молодечно — Гудогай Минского отделения Белорусской железной дороги.

## Достопримечательности
В деревне находится Церковь Святого Духа 1911 года постройки